# Ghuta
La Ghuta de Damasc (àrab: غوطة دمشق, Ḡūṭat Dimaxq) és una comarca al sud de Damasc, capital de Síria. A Síria, s'anomenen ghuta les zones ben regades en mig de terres àrides. La de Damasc neix a de les gorgues de Rabwa. La ghuta ja existia en temps dels omeies, plena de jardins i hortes amb una xarxa de canals de reg alimentada pel riu Barada. S'estenia des dels pendents orientals del mont Kasiyun fins a les comarques de Mardj Rahit i Mardj al-Suffar, a l'est, on comença la llacuna d'Utayba, coneguda com a llac de Damasc.